# Нікчемність
«Нікчемність» (англ. Insignificance) — фільм-драма, соціальна сатира британського режисера Ніколаса Роуга. Знятий у Великій Британії в 1985 році на основі однойменної п'єси Джеремі Томаса.

## У ролях
- Майкл Еміл — Професор
- Тереза Расселл — Актриса
- Гері Б'юзі — Спортсмен
- Тоні Кертіс — Сенатор
- Віл Семпсон — «Черокі»
- Патрик Кілпатрик — водій

## Нагороди
Картина була номінована на «Золоту пальмову гілку» Каннського кінофестивалю в 1985 році. Присуджений технічний гран-прі журі.